# Kamal Hadden
Kamal Hadden (River Rouge, 17 gennaio 2001) è un giocatore di football americano statunitense che milita nel ruolo di cornerback per i Green Bay Packers della National Football League (NFL).

## Carriera universitaria
Hadden dopo le scuole superiori si iscrisse all’Independence Community College. Nel suo primo anno, nel 2019, mise a segno 21 tackle e un intercetto. Nel 2020 la stagione fu cancellata a causa della pandemia di COVID-19.
Hadden inizialmente si trasferì ad Auburn nel dicembre 2020 ma in seguito optò per Tennessee nel giugno 2021. Nel suo primo anno con i Volunteers disputò 7 partite, di cui 2 come titolare, con 17 placcaggi e un intercetto. L’anno seguente partì come titolare in 6 gare su 9, mettendo a referto 51 tackle e 2 intercetti. Nel 2023 partì come titolare nelle prime sette gare prima di subire un infortunio alla spalla che pose fine alla sua stagione. Chiuse l’annata con 19 tackle, 3 intercetti e un touchdown segnato nella partita contro South Carolina.

## Carriera professionistica

### Kansas City Chiefs
Hadden fu scelto dai Kansas City Chiefs nel corso del sesto giro (211º assoluto) del Draft NFL 2024. Il 27 agosto 2024 fu svincolato.

### Green Bay Packers
Hadden firmò con la squadra di allenamento dei Green Bay Packers il 30 agosto 2024. Fu promosso nel roster attivo per la gara del quarto turno e per quella del nono turno. La sua prima stagione si chiuse con due presenze. Il 13 gennaio 2025 firmò un nuovo contratto come riserva.